# Dvanáct vánočních dnů

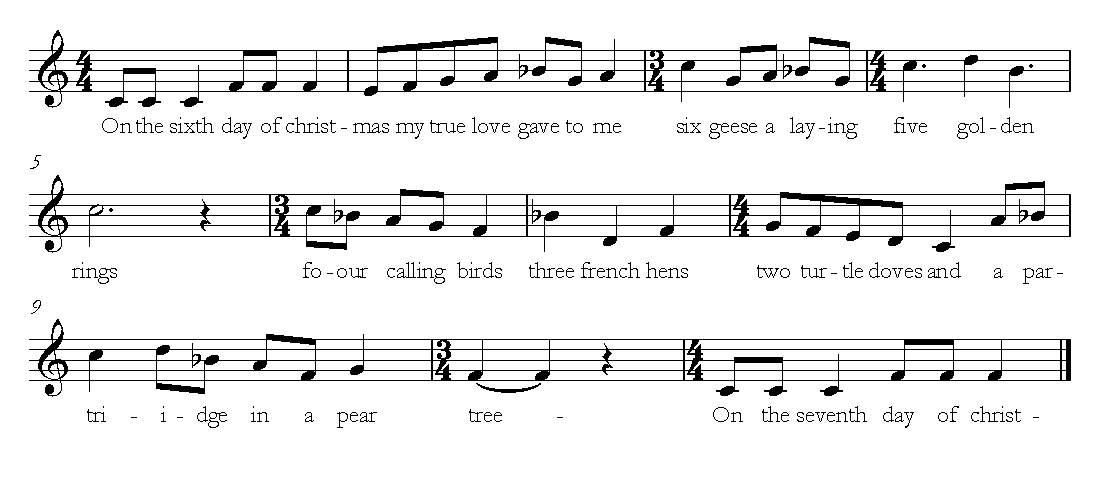
Notový zápis

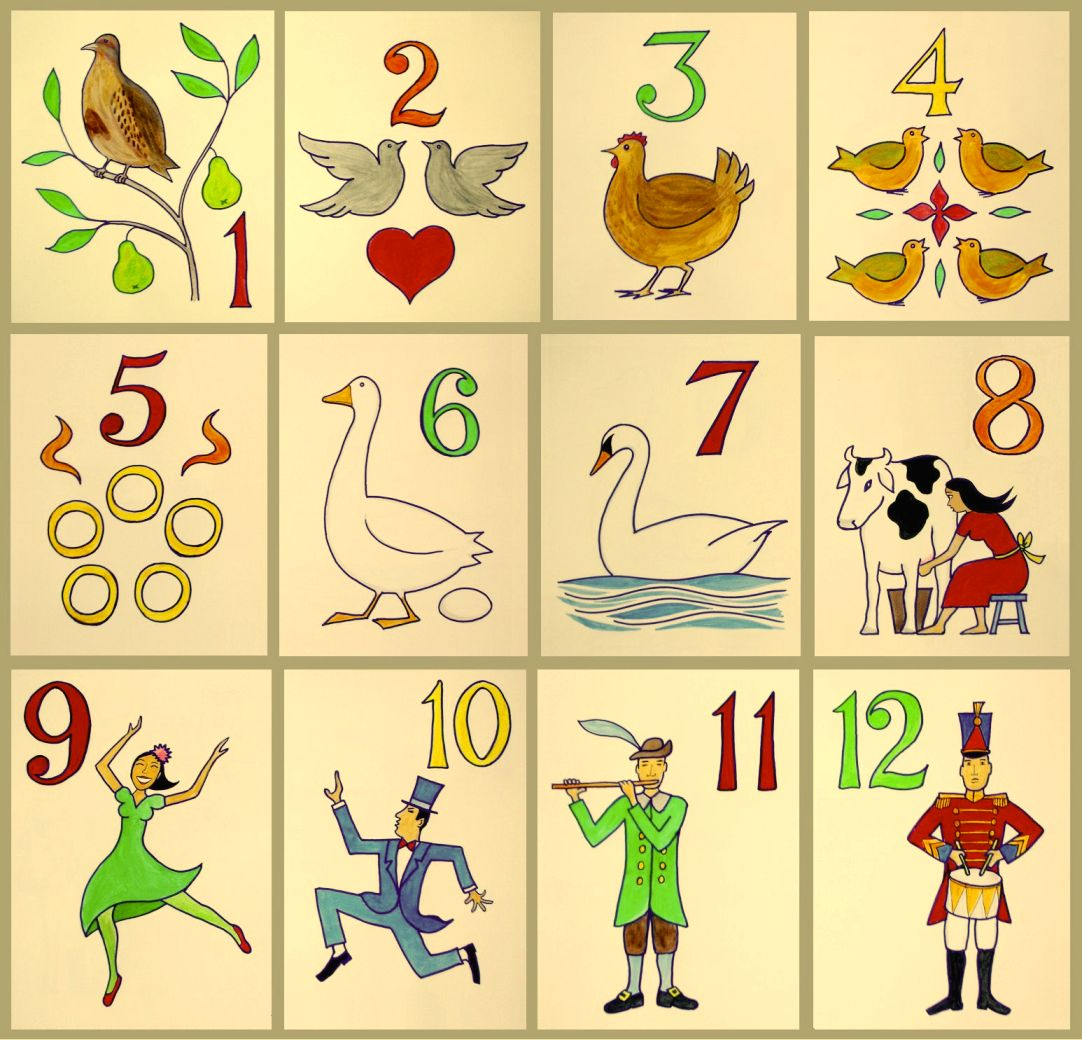
Dvanáct vánočních dnů

Dvanáct vánočních dnů (anglicky Twelve Days of Christmas) je název staré anglické koledy patrně z 16. století, která metaforickou formou podává základní křesťanskou nauku. Lidový autor využil při tvorbě rýmů aliterace. Koleda má sumační charakter tj. to, co se objeví v předchozích slokách je znovu opakováno i v dalších. Podobnou českou písní je Když jsem já sloužil.
Název písně odkazuje na období vánočního dvanáctidenní.

## Symbolická interpretace
Někteří křesťané připisují skrytou symboliku darům zmiňovaným v písni. Patrně nejznámější výklad[zdroj?] je:
- 'partridge in a pear tree' – koroptev na hrušni je Ježíš Kristus
- 'two turtle doves' – 2 hrdličky jsou Starý zákon a Nový zákon
- 'three French hens' – 3 francouzské slípky jsou 3 ctnosti – víra, naděje, láska
- 'four calling birds' – 4 volající ptáci jsou evangelisté
- 'five golden rings' – 5 zlatých prstenů je 5 knih Mojžíšových
- 'six geese a-laying' ' – 6 snášejících hus je šest dní stvoření světa
- 'seven swans a-swimming' – 7 plovoucích labutí je sedm darů Ducha svatého
- 'eight maids a-milking' – 8 dojících služek je osm blahoslavenství
- 'nine ladies dancing' – 9 tančících dam je ovoce Ducha svatého – věrnost, tichost a sebeovládání

- 'ten lords a-leaping' – deset skákajících pánů je Desatero přikázání
- 'eleven pipers pipinge' – jedenáct dudajících dudáků je jedenáct věrných apoštolů
- 'twelve drummers drumming' – dvanáct bubnujících bubeníků je dvanáct bodů víry apoštolů

## Text koledy v originále
The Twelve Days of Christmas
On the first day of Christmas, my true love sent to me
A partridge in a pear tree.
On the second day of Christmas, my true love sent to me
Two turtle doves,
And a partridge in a pear tree.
On the third day of Christmas, my true love sent to me
Three French hens,
Two turtle doves,
And a partridge in a pear tree.
On the fourth day of Christmas, my true love sent to me
Four calling birds,
Three French hens,
Two turtle doves,
And a partridge in a pear tree.
On the fifth day of Christmas, my true love sent to me
Five golden rings,
Four calling birds,
Three French hens,
Two turtle doves,
And a partridge in a pear tree.
On the sixth day of Christmas, my true love sent to me
Six geese a-laying,
Five golden rings,
Four calling birds,
Three French hens,
Two turtle doves,
And a partridge in a pear tree.
On the seventh day of Christmas, my true love sent to me
Seven swans a-swimming,
Six geese a-laying,
Five golden rings,
Four calling birds,
Three French hens,
Two turtle doves,
And a partridge in a pear tree.
On the eighth day of Christmas, my true love sent to me
Eight maids a-milking,
Seven swans a-swimming,
Six geese a-laying,
Five golden rings,
Four calling birds,
Three French hens,
Two turtle doves,
And a partridge in a pear tree.
On the ninth day of Christmas, my true love sent to me
Nine ladies dancing,
Eight maids a-milking,
Seven swans a-swimming,
Six geese a-laying,
Five golden rings,
Four calling birds,
Three French hens,
Two turtle doves,
And a partridge in a pear tree.
On the tenth day of Christmas, my true love sent to me
Ten lords a-leaping,
Nine ladies dancing,
Eight maids a-milking,
Seven swans a-swimming,
Six geese a-laying,
Five golden rings,
Four calling birds,
Three French hens,
Two turtle doves,
And a partridge in a pear tree.
On the eleventh day of Christmas, my true love sent to me
Eleven pipers piping,
Ten lords a-leaping,
Nine ladies dancing,
Eight maids a-milking,
Seven swans a-swimming,
Six geese a-laying,
Five golden rings,
Four calling birds,
Three French hens,
Two turtle doves,
And a partridge in a pear tree.
On the twelfth day of Christmas, my true love sent to me
Twelve drummers drumming,
Eleven pipers piping,
Ten lords a-leaping,
Nine ladies dancing,
Eight maids a-milking,
Seven swans a-swimming,
Six geese a-laying,
Five golden rings,
Four calling birds,
Three French hens,
Two turtle doves,
And a partridge in a pear tree!